# Palmitinho
Palmitinho là một đô thị thuộc bang Rio Grande do Sul, Brasil. Đô thị này có diện tích 144,046 km², dân số năm 2007 là 6905 người, mật độ 47,94 người/km².